# プレッパー
プレッパー（Prepper）とは、自然災害や経済恐慌などで発生するカタストロフィに対処するため、生存術や物資の備蓄、避難訓練などに日常的に取り組んでいる人のこと。
「prepare（準備する、備える）」に由来し、即ち「備える人」を意味する。
中央政府や地方自治体の公的支援を当てにせず、自力で生き延びることを信条としている。

## 実態
2017年時点ではアメリカ合衆国に最も多く存在し、全米で250～450万人のプレッパーがいると言われ、自給自足で生活するための農場や家畜を所有していたり、自宅の地下を核シェルターに改造していたりする。
広い土地と銃器に寛容な国民性などがアメリカに多くのプレッパーがいる要因の一つと考えられるが、彼らは政府やマスメディアを信じず、国際資本家を敵とみなす傾向が強く、支配階級の力が及ばないローカルなラジオやインターネット、身近なコミュニティなどを情報源としている。
状況によっては隣人さえも敵とみなす強固に自立したライフスタイルの実践者であり、カタストロフィに伴う防犯対策として、プロのインストラクターから銃器の取扱いや護身術を習っている例も少なくない。
一部には狂信的なプレッパーもいるが、アメリカではドナルド・トランプ政権成立以後、彼らの動向にも変化が生じている。
これまでプレッパー向けの商品やサービスの主な購買層だった共和党寄りの保守派の人々に代わって、民主党寄りの「リベラルプレッパー」の人々が存在感を増して来ているという。
彼らは、建国精神に盛り込まれた抵抗権・革命権に原点回帰するかのように、自分たちのコミュニティの防衛という直接的な関心に傾倒している。
人生設計の中心にサバイバリズム（生存主義）をというライフスタイルが生まれつつある。